# Трентон (Охајо)
Трентон (енгл. Trenton) град је у америчкој савезној држави Охајо.

## Демографија
По попису из 2010. године број становника је 11.869, што је 3.123 (35,7%) становника више него 2000. године.
| Група             | 2000.         | 2010.          |
| Белци             | 8.542 (97,7%) | 11.292 (95,1%) |
| Афроамериканци    | 42 (0,5%)     | 115 (1,0%)     |
| Азијати           | 25 (0,3%)     | 57 (0,5%)      |
| Хиспаноамериканци | 76 (0,9%)     | 198 (1,7%)     |
| Укупно            | 8.746         | 11.869         |